# Облепиха
Облепихата (Hippophae rhamnoides), известна още като ракитник, сибирски ананас или морски зърнастец, е вид цъфтящо растение от семейство Миризливовърбови, което характерно расте по дюните, песъчливи и чакълести брегове на реки и ручеи, а също и по морския бряг в Европа и Азия. Представлява бодлив широколистен храст.

## Описание и биология
Облепихата може да достигне до 2 – 4 m височина. Листата се редуват през едно, на форма тесни и копиевидни, със сребристо-зелена горна част. Растението е двуполово, като мъжките съцветия се състоят от четири до шест цвята без венчелистчета. Женските съцветия обикновено се състоят от само един цвят без венчелистчета и от един плодник. Мъжките растения трябва да бъдат засаждани в близост до женските с цел оплождане. Овалните или леко заоблени плодове растат на компактни гроздове, които варират от бледо жълто до тъмно оранжево, с тегло от 0,2 до 1 g. Растението има много добре развита коренова система, която на стръмни склонове задържа почвата. Корените поддържат симбиотична връзка с актиномицети. Тази връзка позволява задържането на азот от въздуха. Те също така трансформират неразтворимите органични и минерални ресурси от почвата до разтворими.

## Разпространение
Облепихата обитава цяла Европа, Япония, Хималаите, Алтай, Тибет. Като селскостопанско растение се отглежда в Германия, Франция, Финландия, Индия и Китай. Китай е най-големият селскостопански производител на облепиха. Растението произхожда от Непал и оттам се е разпространило в останалите части на Евразия след последната ледникова епоха.

## Исторически данни
Облепихата (Морският зърнастец) е едно от най-старите известни сухоземни растения, чиито терапевтични свойства намират широко приложение в медицината в Азия от хилядолетия.
Сред най-старите източници, в които се споменава за морски зърнастец, са трактати на тибетски монаси. Въпреки това морският зърнастец получава признание около 200 г. пр.н.е., по време на военните походи на Александър Македонски. Тогава изтощените войници забелязали, че конете им се хранят с листа и плодове от непознати дръвчета, и решили да ги опитат. Само няколко дни по-късно войниците и конете възстановили силите си и били изпълнени с енергия. Оттогава този плод се нарича с латинското име Hippophae, което в превод означава „блестящ кон“. Александър Македонски пренесъл плодните дръвчета в Европа. Морският зърнастец е разпространен и в Азия, Европа, Русия, а отскоро и в Канада.
Според друга легенда Чингис хан, императорът на Монголия, който създава една от най-големите империи през XIII век, се позовава на 3 крайъгълни камъка: добре организирана армия, строга дисциплина и морски зърнастец.
Първият научен биохимичен анализ на морски зърнастец е направен през 1929 г. и оттогава е обект на многобройни изследвания.

## Здравословно въздействие на морския зърнастец

#### Витамин A и каротеноиди
Морският зърнастец съдържа 8 вида каротеноиди. Най-активният от тях е бета-каротин, който в тънките черва и черния дроб се превръща в ретинол (витамин A), който допринася за нормализиране на обмяната на веществата, растежа и развитието на клетките. Витамин A повишава устойчивостта и имунитета на лигавиците към инфекции, предотвратява отлагането на минерали в кръвоносните съдове на основни органи като черния дроб, мозъка и мускулите. Съществуват доказателства, направени през последните години, че каротеноидите потискат действието на канцерогени, стимулиращи появата на злокачествени тумори. За превенция на рака се препоръчва прием на високи дози витамин A.

#### Витамини от група B
Витамините от група B (B1, B2, B4, B6, B8, B9) действат успокояващо на централната нервната система, участват в обмяната на веществата, стимулират двигателните умения, прилагат се при хиперхолестеролемия и при хепатонемия – мастна „блокада на черния дроб”. Витамин B9 участва активно в кръвотворните процеси – главно в образуването на левкоцити. Особено важно е приемането на тези витамини след облъчване, при ниска активност на ендокринната система и при пациенти с чревна туберкулоза.

#### Витамин C – аскорбинова киселина
Съдържанието на витамин C в морския зърнастец надвишава количеството му в касиса, офиката, кивито и други плодове. Витамин C се запазва и след преработка на морския зърнастец поради наличието на органични киселини, в състава на които липсва аскорбиназа – ензим, който катализира окисляването на аскорбиновата киселина. Витамин C стимулира естествения имунитет и предпазва организма от простудни и инфекциозни заболявания, участва в обезвреждането на токсични вещества в организма, укрепва стените на кръвоносните съдове, ускорява регенерацията (възстановяване) на тъканите и спомага заздравяването на рани. Аскорбиновата киселина има профилактичен и терапевтичен ефект при заболявания на черния дроб, бъбреците и надбъбречните жлези.

#### Витамин D
Този витамин е отговорен за нормалното развитие и съзряване на костната система и зъбите, спомага абсорбцията на калций от стомашно – чревния тракт в кръвта. Особено важно е получаването на витамин D в неонаталния период и по време на кърмене. При възрастни дефицитът на витамин D може да доведе до чупливост на костите.

#### Витамин E (токоферол)
В маслото от морски зърнастец съдържанието на витамин E е от 2,9 до 18,4 мг, което е 3 пъти повече, отколкото в бадемовите ядки. Витамин Е, работейки в синергия с витамин A, спомага за укрепване на имунната система. Той е мощен клетъчен регенератор и противовъзпалително средство. Токоферолът нормализира функцията на щитовидната жлеза, участва в сперматогенезата и има значение за нормалното ембрионално развитие на плода, предпазва от безплодие (мъже и жени). Установено е, че токоферолът повишава сексуалното желание. Мнозина твърдят, че консумацията на сок от морски зърнастец прави семейния живот по-хармоничен и интензивен.

#### Витамин K1
Съдържанието на витамин K1 (наричан още филохинон) в морския зърнастец е около 1,2 мг%. Този витамин участва в процеса на преобразуването на протромбина и нормалното съсирване на кръвта, което е важно при подготовка за хирургични интервенции. Като терапевтично средство се прилага при вътрешни кръвоизливи, язви, хемороиди и маточни кръвотечения.

#### Витамини от група PP
Регулират работата на повече от 100 вида ензими и стабилизират устойчивостта на витамин C. Притежават способността да се свързват с тежки метали и вредни вещества, образувани в резултат на неправилна обмяна на веществата, и ги извеждат от организма.

#### Биофлавоноиди – съединения с P-витаминна активност
Фенолите и флавоноидите са мощни антиоксиданти. Основната им задача е да укрепват стените на кръвоносните съдове, поддържайки тяхната нормална пропускливост, което намалява вероятността от кръвоизливи. Наличието на витамини P и C неутрализира страничните ефекти на антибиотиците върху кръвоносните съдове. Флавоноидите притежават антиалергични, противовъзпалителни, антиастматични и антипиретични свойства. Левкоантоцианите потискат растежа на раковите клетки и повишават ефективността на лъчевата терапия. Флавонолите и флавоноидите понижават холестерола и имат антисклеротично и спазмолитично действие. Катехините нормализират сърдечната дейност и кръвообращението.

#### Ненаситени мастни киселини
Морският зърнастец съдържа 22 вида ненаситени мастни киселини. Научни изследвания са показали, че есенциалните (незаменими) мастни киселини са жизненоважни за нормалното развитие и функциониране на организма. Самият организъм няма способността да синтезира мастни киселини, както витамините и минералите, затова трябва да бъдат набавяни с храната. Те подпомагат изгарянето на мазнините (необходими за намаляване на теглото), спомагат за разграждането на холестерола и извеждането му от организма, предпазват от склероза и подпомагат мозъчната дейност. Маслото от морски зърнастец премахва умората и главоболието, причинени от продължителна работа с компютър, ускорява умствената дейност и реакциите.

#### OMEGA-3
Научни изследвания за влиянието на есенциалните мастни киселини омега-3 върху човешкия организъм показват, че тези уникални мастни киселини са изключително полезни за човешкото здраве. Маслото от морски зърнастец и лененото масло са шест пъти по-богати на омега-3 мастни киселини в сравнение с рибеното масло. Незаменимите мастни киселини омега-3:
– повишават имунитета
– предпазват и укрепват сърдечно – съдовата система
– намаляват риска от онкологични заболявания
– съдействат за премахване на депресии и състояния на тревожност
– подобряват умствените способности
– подобряват физическите способности
– потискат възпаленията и подобряват състоянието на пациенти с ревматоиден артрит

#### OMEGA-6
Есенциалните мастни киселини омега-6 са също толкова необходими за нормалното функциониране на организма, колкото и омега-3. Учени и специалисти в областта на храненето препоръчват спазването на дневно съотношение 1:4 между омега-3 и омега-6 мастни киселини. В маслото от морски зърнастец това съотношение е идеално. Есенциалните мастни киселини омега-6 са полезни за сърдечносъдовата система, повишават имунитета и участват в обмяната на веществата. Омега-6 мастни киселини:
– влияят благоприятно върху състоянието на жените, особено по време на менопауза
– премахват симптомите на предменструалния синдром
– спомагат за поддържане на здрава и еластична кожа
– подобряват състоянието на суха и склонна към раздразнения кожа
– подобряват състоянието на ставите и тяхната подвижност
– спомагат за поддържане на оптимално телесно тегло
– намаляват риска от онкологични заболявания

#### OMEGA-7
Маслото от морски зърнастец е богат източник на омега-7 (палмитолеинова киселина), която е с доказано антивъзпалително действие. Омега-7 мастна киселина:
– подобрява състоянието на лигавиците (включително на стомашно – чревния тракт и вагинални)
– подобрява състоянието на кожата
– забавя процеса на стареене на организма
– премахва симптомите на екзема и псориазис

#### OMEGA-9
Най-разпространените мастни киселини в природата, известни още като олеинова киселина, са незаменими за доброто здраве на човешкия организъм. Омега-9 мастни киселини:
– понижават нивото на лошия холестерол
– подобряват кръвообращението и тонизират тялото
– спомагат за проходимостта на кръвоносните съдове
– намаляват риска от онкологични заболявания
– укрепват имунитета

### Аминокиселини
Морският зърнастец съдържа 18 вида аминокиселини. Аминокиселините са богати на азотни съединения, които помагат за възстановяване на организма. Те участват в регенерацията и растежа на мускулите, от тях организмът изработва ензими, необходими за транспортиране и преработване на храната. Аминокиселините се делят на две групи: незаменими и заменими аминокиселини. Заменими аминокиселини са тези, които организмът синтезира сам, използвайки като градивен материал фрагменти от други аминокиселини. И обратно, организмът не може сам да синтезира незаменимите аминокиселини, затова е необходимо те да се набавят с храната.

#### Минерали и микроелементи
Минералите са неорганични вещества, съставна част на хранителните продукти и са необходими за жизненоважни процеси в организма и неговото нормално развитие. Минералите осигуряват неутралната реакция в тъканите, участват в процесите на възбуждане и стимулиране на клетките, помагат или пречат на работата на различни ензими, като по този начин влияят върху обмяната на веществата. Минералите постъпват в човешкия организъм с храната и отчасти с водата. Балансираната, здравословна и разнообразна храна осигурява на организма необходимите минерали. Въпреки че минералите и микроелементите в организма се съдържат в малки количества, те имат голямо значение за нормалното му функциониране. Минералите се отделят с потта, затова при продължително изпотяване (спортни занимания или физическа работа) е необходимо да се приемат много повече минерали. Морският зърнастец съдържа 11 микроелемента, в това число:
- Калций – укрепва зъбите и костите, подпомага кръвоснабдяването на тъканите, укрепва сърцето и нервната система.
- Фосфор – доставя енергия, участва във формирането на костите и зъбите, регулира нивото на калций в кръвта и стимулира метаболитната активност.
- Желязо – осигурява на организма кислород, подпомага образуването на хемоглобин, обмяната на веществата и процеса на растеж, регулира процеса на детоксикация и нивото на витамин В12 в кръвта, подобрява тена на кожата и укрепва организма.
- Йод – един от производителите на хормони на щитовидната жлеза, подобрява състоянието на сухата кожа и коса, стимулира растежа и подобрява психическото състояние.
- Цинк – повлиява положително заздравяването на рани и еластичността на тъканите, насърчава производството на инсулин и ензимната активност, регулира въглехидратната обмяна и растежа.
- Манган – укрепва имунната система, регулира ензимната активност, насърчава образуването на костна тъкан и производството на хормони.

#### Бета-ситостенон (провитамин D)
Стимулира образуването на тен. Провитамин D е антагонист на холестерола и се препоръчва като профилактично средство и при лечение на атеросклероза.

#### Серотонин
В природата се среща много рядко, но се съдържа в морския зърнастец (в листата, кората, плодовете). Серотонинът играе важна роля за успокояване възбудимостта на нервната система, спомага формирането на нормални емоции, притежава антиконвулсивно действие и високи антирадиационни свойства, укрепва имунната система.

#### Стероли
Стеролите са жизненоважни вещества за човешкия организъм. Те контролират пропускливостта на клетъчните мембрани и оказват влияние върху метаболитните процеси. Притежават силно изразена антиоксидантна активност и укрепват имунната система.

#### Кумарин
Биологично активно вещество, широко разпространено в природата с противотуморни, обезболяващи, хипотензивни, жлъчегонни, противовъзпалителни и много други свойства, полезни за човешкия организъм.

#### Оксикумарин
Биологично активно вещество, което нормализира съсирването на кръвта и намалява образуването на съсиреци в кръвоносните съдове.

#### Урсолова киселина
Насърчава хормоналната дейност на надбъбречните жлези. Притежава силно противовъзпалително действие, спомага зарастването на рани, язви, ерозии.

#### Янтарна киселина
Среща се изключително рядко в природата. Заедно с ябълчената, оксаловата, хининовата, кафеената и винената киселини образува уникален състав, всички положителни свойства на който все още не са проучени напълно. Намалява токсичното въздействие на антибиотиците и вредното влияние на рентгеновите лъчи, намалява въздействието на стресовите фактори. Прилага се в случаи на заболяване като множествена склероза, епилепсия, атеросклероза, сърдечносъдова склероза, при чернодробни заболявания и различни нарушения на централната нервна система.